# Фишер, Ирвинг
Ирвинг Фишер (англ. Irving Fisher; 27 февраля 1867, Согертис, шт. Нью-Йорк — 29 апреля 1947, Нью-Йорк) — американский экономист, представитель неоклассического направления в экономической науке.
Учился в Йельском университете (степень бакалавра, 1888, и степень доктора, 1891). Учился в Берлине и Париже. В 1893—1935 годах преподавал в родном университете, с 1898 года в качестве профессора.
Президент Американской экономической ассоциации в 1918 году. Первый президент Эконометрического общества (1931—1934). Оставил ряд значительных работ по теории статистики, общего экономического равновесия, предельной полезности, но самый важный вклад был внесён им в теорию денег. Вывел «уравнение Фишера», обоснование формулу «уравнения обмена».

## Экономические теории

### Долговая дефляция
Известная работа Ирвинга Фишера «Теория долговой дефляции великих депрессий» утверждает, что главными причинами финансового кризиса являются, в начале — чрезмерная задолженность, а затем — последующая дефляция. Ирвинг Фишер подчёркивает, что эти два феномена являются самыми важными причинами депрессии, они важнее, чем все остальные, вместе взятые.
Другие факторы, такие как — недостаточное потребление, излишек производственных мощностей, прайс-дислокация, дезадаптации между сельскохозяйственными и промышленными ценами, излишки инвестиций, чрезмерное расходование средств, а также несоответствие между сбережениями и инвестициями, сами по себе не могут привести к кризису. Он утверждает, что, «чрезмерная задолженность, сама по себе, не приводит к падению цен. Другими словами, если эта тенденция возникает, то она уравновешивается инфляционными силами (случайно или преднамеренно), и в результате этот „цикл“ будет гораздо более равномерным и стабильным».
Фишер объясняет спиральную дефляцию следующим образом:
«Дефляция, вызванная долгами, реагирует на долги. Каждый неоплачиваемый доллар долга возрастает в цене и, если чрезмерная задолженность, с которой мы начали, была достаточно велика, погашение долгов не может идти в ногу с падением цен, которое она вызвала. В этом случае погашение долгов побеждает само себя. В то время, как оно уменьшает количество одолженных долларов, оно делает это не так быстро, как увеличивает ценность каждого одолженного доллара.
В этом случае усилие индивидуальных лиц — уменьшить их бремя долгов — увеличивает задолженность из-за массового эффекта давления ликвидировать возрастание стоимости каждого одолженного доллара. Это и есть великий парадокс, который является главным секретом почти всех великих депрессий — поднятие уровня цен до среднего уровня, при котором задолженность должна быть согласована с существующими должниками и одобрена существующими кредиторами и затем поддержка этого уровня без изменения. Таким образом уровень цен становится управляемым».

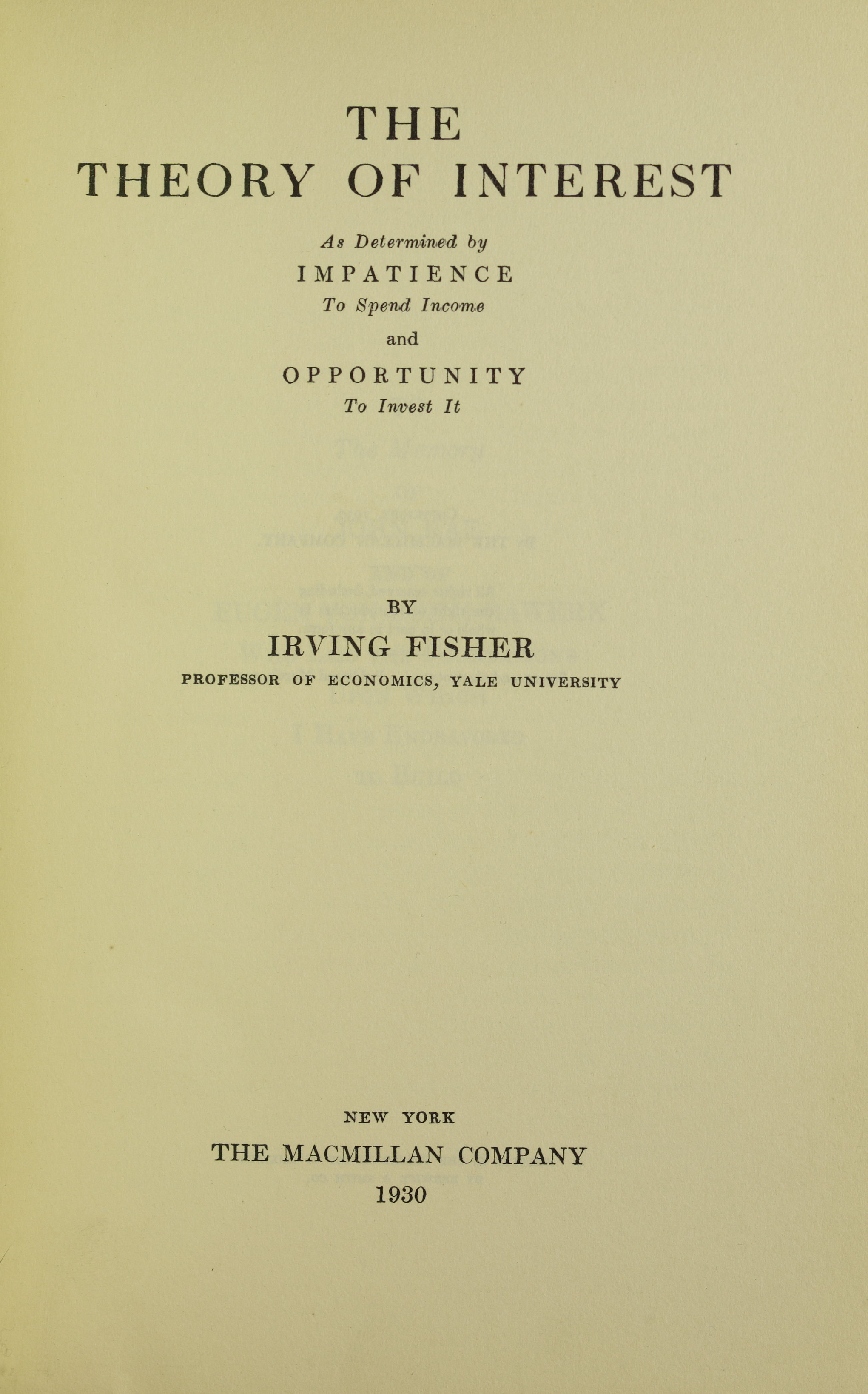
Theory of interest as determined by impatience to spend income and opportunity to invest it, 1930

## Список произведений
- «Математические исследования теории ценности и цен» (Mathematical Investigations in the Theory of Value and Prices, 1892);
- «Природа капитала и дохода» (The Nature of Capital and Income, 1906);
- Покупательная сила денег = The Purchasing Power of Money (1911). — М.: Дело, 2001. — 320 с. — (Политическая экономия: ступени познания). — ISBN 5-7749-0223-4.
- «Элементарные принципы экономической науки» (Elementary Principles of Economics, 1912);
- «Стабилизация доллара» (Stabilizing the Dollar, 1920);
- Построение индексов. Учение об их разновидностях, тестах и достоверности = The Making of Index Numbers: A Study of Their Varieties, Tests, and Reliability (1922). — М.: Центр. стат. упр-ние СССР, 1928. — 464 с.
- «Теория процента» (The Theory of Interest, 1930);
- «Марочные сертификаты» (Stamp Scrip, 1933);
- «Стопроцентные деньги» (100 % Money, 1935).